# Якоб фон Петрович

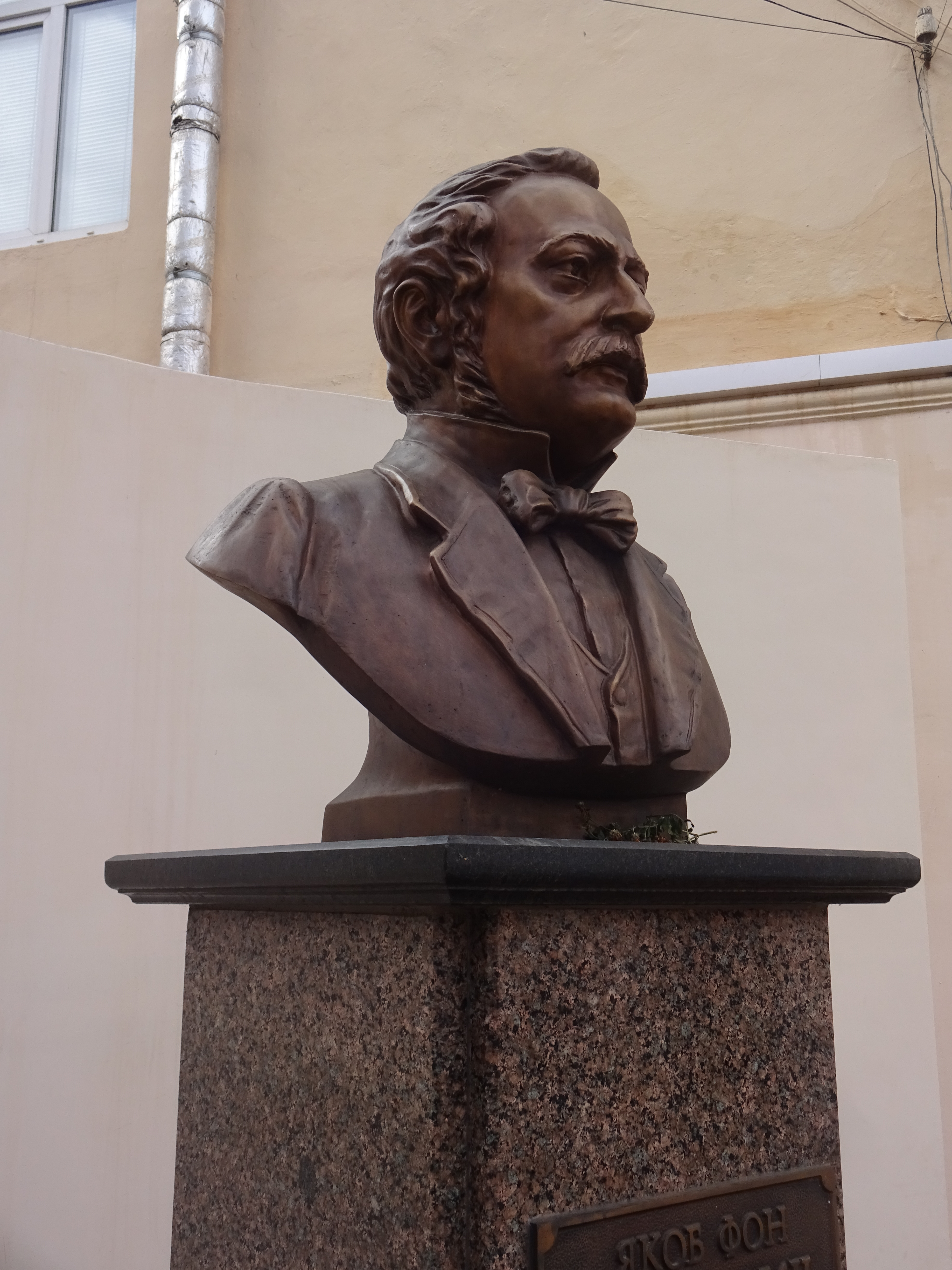
Пам’ятник-погруддя Якобу фон Петровичу

Якоб фон Петрович (нім. Jakob Ritter von Petrowicz, Якоб лицар фон Петрович, 24 липня 1815, с. Босанч Сучавського повіту (Південна Буковина), Австрійська імперія — 1 листопада 1868, м. Чернівці, Австро-Угорська імперія) — громадський діяч, землевласник, перший бургомістр самоврядних Чернівців у 1864-1866 роках.

## Біографія
Якоб Петрович народився в селі Боссанче Сучавського повіту в сім'ї вірменського землевласника.
Початкову освіту здобув частково вдома, а частково у народній школі м. Сучава.
У 1832 році закінчив Чернівецький ліцей.
Після одруження з Антонією фон Мікулі з відомої тоді в Буковині родини, Якоб переїхав з дружиною до села Веренчанка Заставнівського повіту Буковини і за короткий час зробив її спадковий маєток прибутковим (сільськогосподарською наукою і практикою він захоплювався з дитинства).
Велика енергійність поєднувалась у Петровича з різнобічними знаннями і практичною винахідливістю. Все це з часом привело до того, що він став дуже відомою особою на Буковині — тому не лише населення, але й уряд ставились до нього з безумовною довірою.
У 1864 році Якоб рицар фон Петрович обирається до громадської ради, 13 жовтня цього ж року стає першим бургомістром Чернівців — самоврядної крайової столиці Буковини.
Він блискуче справлявся з своїми обов'язками: за короткий час розширив і поліпшив вуличну мережу міста, під його керівництвом була організована міська пожежна охорона, здійснена реорганізація маґістрату, таємної та моральної поліції.
На період його керування припадає побудова Чернівецького залізничного вокзалу (1865-1866) і відкриття (1 вересня 1866 року) залізничного сполучення Львів-Чернівці.
Чернівці з маленького провінційного містечка поступово перетворювалися на важливий торговельний і промисловий центр.
Невпинно зростало населення різних віросповідань, у тому числі й вірменської громади, яка на той час не мала у Чернівцях свого храму. У 1865 році для його спорудження створили комітет, до якого разом з іншими відомими членами вірменської громади увійшов і Якоб фон Петрович. На жаль, будівництво вірменської церкви св. Петра і Павла було завершено (1875) вже після смерті Петровича.
У нещасливому для міста 1866 році (вирували голод і тиф, жертвою яких переважно стали незаможні верстви населення) Якоб фон Петрович цілком присвятив себе полегшенню долі міської бідноти(3). Його діяльність на посаді бурґомайстра займала увесь його час і він зовсім не мав часу приділяти увагу власному маєтку, який цілковито залежав від нього.
Проте наприкінці терміну його повноважень не було іншої кандидатури на посаду бургомайстра.
Усі вважали, що Якоб рицар фон Петрович погодиться на свій другий термін на цій посаді. Але він вирішив не давати на це своєї згоди — бурґомістром на наступний термін був обраний Антон Кохановський фон Ставчан.
У 1868 році Якобу рицарю фон Петровичу цісарем був пожалуваний Орден Залізної корони 3-го ступеня за його видатні заслуги перед державою.
Помер Якоб рицар фон Петрович раптово 1 листопада 1868 року.
Похований перший бургомістр самоврядних Чернівців на т.зв. Руському цвинтарі (зараз це історико-культурний заповідник «Кладовища на вулиці Зеленій» поряд з іншими видатними діячами старих Чернівців.
На його родинному надмогильному пам'ятнику напис румунською та німецькою мовами: «Якоб рицар фон Петрович, великий землевласник, перший автономний бурґомістр. 25 липня 1815 — 1 листопада 1869».
На його честь була названа вулиця поблизу вірменської церкви.
Наприкінці ХІХ ст. на площі Рудольфа (тепер пл. Філармонії) збиралися встановити пам'ятник першому бургомістру самоврядних Чернівців, але настала Перша світова війна і задум реалізувати не вдалося до нашого часу.
5 червня 2015 року вулиці імені першого бурґомістра Чернівців повернули історичну назву.
29 липня 2015 року до 200-річчя першого бурґомістра Чернівців Якоба фон Петровича відкрили бронзове погруддя (скульптор Володимир Цісарик)

## Нагороди
- Орден Залізної корони III ступеня (1868)